# Roland Juno-60
Le Juno 60 est un synthétiseur analogique polyphonique 6 voix créé par la société Roland en 1982.
Les sons sont directement modifiables par les boutons du panneau de contrôle, et il est possible de les mémoriser puis de les retoucher en temps réel.
Il est doté d'une interface DCB, qui a précédé le MIDI, lui-même implémenté sur le successeur du Juno-60, le Juno-106.

## Spécifications techniques
Il possède les mêmes caractéristiques que le Juno-6, avec en plus 56 mémoires.

## Musiciens utilisant un Juno-60
- Cortège
- Eurythmics
- The Cure
- Nik Kershaw
- Enya
- Men at Work
- Arnaud Rebotini
- Metronomy
- Au Revoir Simone
- Grandaddy
- Nils Frahm
- Oneohtrix Point Never
- Mac DeMarco
- Justice
- Gesaffelstein
- Jack White